# Microbrachis
Il microbrachio (gen. Microbrachis) è un piccolo anfibio estinto, fossile del Carbonifero superiore (circa 300 milioni di anni fa). I suoi resti sono stati rinvenuti in Repubblica Ceca.

## Descrizione
La caratteristica più saliente di questo piccolo anfibio (lungo una quindicina di centimetri) era senza dubbio l'estremo allungamento del corpo. L'aumento del numero di vertebre dorsali rendeva estremamente flessibile il corpo del microbrachio, che si muoveva serpeggiando nelle pozze d'acqua dolce del tardo Carbonifero, cibandosi di minuscoli animali. La testa era corta e piatta, e vagamente a forma di arco. Le zampe, cortissime (il nome Microbrachis significa “braccia minuscole”), erano quasi inutili sulla terraferma e venivano utilizzate durante il nuoto per cambiare direzione. Il microbrachio, la cui specie più nota è Microbrachis pelikani, appartiene a un gruppo di anfibi estinti noti come lepospondili, che si specializzarono in molte direzioni. Un animale assai simile è Hyloplesion.